# Rejon ust-abakański
Rejon ust-abakański (ros. Усть-Абаканский район) - jeden z ośmiu rejonów w Chakasji. Stolicą rejonu jest Ust-Abakan.
14 999 osób to ludność miejska, a 24 219 osób to ludność wiejska.
Część rejonu zajmuje Rezerwat Chakaski.